# Hästskotjärnen (Piteå socken, Norrbotten, 727060-168185)
Hästskotjärnen är en sjö i Piteå kommun i Norrbotten och ingår i Byskeälvens huvudavrinningsområde. Sjön har en area på 0,103 kvadratkilometer och ligger 346,1 meter över havet.

## Delavrinningsområde
Hästskotjärnen ingår i det delavrinningsområde (727350-168040) som SMHI kallar för Utloppet av Pjesker. Medelhöjden är 356 meter över havet och ytan är 27,02 kvadratkilometer. Räknas de 10 avrinningsområdena uppströms in blir den ackumulerade arean 153,33 kvadratkilometer. Kilisån (Sikån) som avvattnar avrinningsområdet har biflödesordning 2, vilket innebär att vattnet flödar genom totalt 2 vattendrag innan det når havet efter 138 kilometer. Avrinningsområdet består mestadels av skog (41 procent). Avrinningsområdet har 10,64 kvadratkilometer vattenytor vilket ger det en sjöprocent på 39,4 procent.